# 柴崎勝男
柴崎 勝男（しばざき かつお、1914年（大正3年）1月3日 - 1995年（平成7年）7月17日）は、日本の実業家である。ステンレスキッチンのサンウェーブ工業の創始者。

日本で初めてステンレスのプレスによる流し台の製造に成功し、一般家庭に普及させる。

## 経歴

### 生い立ち
1914年（大正3年）、宮城県名取郡六郷村にて生まれる。6歳の頃、鉱山技師である父の都合により静岡県西伊豆土肥町に移る。
1922年（大正11年）、8歳の時に父が急死。翌年、病弱だった母も父を追うように他界し、9歳にして天涯孤独となる。その後、父の部下に引き取られるが、間もなくその部下も他界し、両親の遺骨を預けたまま、東京へ大工の丁稚に出される。「好景気で大工も引っ張りだこ。学校にも通わせてやる」という言葉に胸踊り上京したものの、蓋を開けてみれば学校にも行かせてもらえず、大した風呂銭ももらえず、孤児故に誰にも遠慮せずにこきを使われ、12歳の頃、大工の家を飛び出す。大工の家を飛び出した後は、住込みで子守、車引、左官、土工、坊主や旅館の番頭等をして10年の間過ごす。
1938年（昭和13年）、建築の請負や土木機器据付工事等の個人企業、柴崎工業所を設立。翌年、500円を投じて念願だった両親の墓を静岡県西伊豆土肥町に建てる。
1942年（昭和17年）、太平洋戦争に突入すると、物価統制令等により商売が上手く行かなくなり廃業する。
その後、旧陸軍航空本部の資材調達等を仕事とした。

### サンウエーブ工業の誕生
終戦後、三菱電機の幹部と知り合う事がきっかけで、1946年（昭和21年）冷凍機の防熱工事を主とする三菱電機の下請け会社、菱和木工株式会社を設立。当初は順調であったが、次第に赤字続きとなる。
冷凍・冷蔵・製氷機等の施工をしながら、1948年（昭和23年）頃より家庭向け台所流しの生産を始め、東京木工株式会社（板橋工場）を買収し、板橋工場として開設、ステンレス加工製品と厨房家具の製造販売を開始。
菱和木工ではそれまでアルミ製やジュラルミン製の流し台を製造していたが、板橋工場設立以来ステンレス流し台の製造、販売の企業化を進め、次第に業績を上げて行く。それまでハンダ付けのステンレス流し台を製造・販売していたが、1954年（昭和29年）ステンレス薄板の直流式アルゴン溶接機による流し台の製造に成功する。
同年、菱和工業株式会社の子会社であった三中産業株式会社との新設合併をし、社名をサンウェーブ工業株式会社とする。
デパートや問屋等への販路を拡大する一方。昭和30年、相次ぐ販売店の倒産により売掛金の回収が出来ず多額の債務を背負い、倒産の危機に直面する。

### 日本初ステンレスキッチン量産化に成功
ステンレスの溶接にはコストが掛かり高級品であった為、到底一般家庭の台所に使える商品ではなかった。同時にサンウェーブでは当時、工員不足が問題になっており、柴崎はボタン一つでステンレスの流し台が作れれば、コスト削減・大量生産・工員不足の解消になる思い、機械によるプレス式を考えていた。
昭和30年（1955年）、戦後の住宅難を解消するため、7月8日日本住宅公団法が成立し、同年7月25日に日本住宅公団が発足した。初代日本住宅公団総裁である加納久朗の命により当時、住宅計画部課長だった尚明・建築家の浜口ミホを中心にダイニングキッチン（ダイニングとキッチンの造語）を取り入れた住宅が誕生する運びとなった。これにより、これまでの台所にあった暗い・狭い・ジメジメしたというイメージは一変し、現代のダイニングキッチンのスタイルを確立する一歩となった。
サンウェーブも日本住宅公団に通い、自社製品の売り込みをしたが良い返事はもらえず、柴崎は三菱電機社長の高杉晋一の仲介により加納久朗総裁に直々に面会することに成功する。加納久朗は、柴崎の熱弁により、その場で「そんなに安く、しかも量産が出来るなら1万台ばかり買おうじゃありませんか」と、1万台の発注を約束する。
しかし、ここで問題があった。大量生産が出来るという見栄を張り、契約してしまったものの、実際サンウェーブでは、まだプレス式の製造には成功していなかった。納期が迫る中、技術者や工員が、工場で寝食をし研究を続けた結果、昭和31年9月21日、ついにサンウェーブは日本初のプレス加工に依る深絞りステンレス流しの製造に成功する。（同時に特許も取得）

こうして記念すべきプレス式によるステンレス流し第一号(サンウェーブキッチンKJ型流し台)は昭和31年（1956年）、公団晴海団地に取り付けられた。
同時に倒産の危機も解消され、これより日本一のキッチンメーカーとして成長していくことになる。

### サンウェーブ工業倒産と昭和40年不況
世界一の生産量を誇る大手へと成長したサンウェーブであったが、昭和39年（1964年）12月、会社更生手続開始申立を行い倒産となる。
この年、アジアで初めての1964年東京オリンピックが開催され、日本の景気は絶頂を迎えていたが、多くの企業が過剰設備・過剰生産状態となり、サンウェーブ以外にも日本特殊鋼、山陽特殊製鋼等の大型企業が倒産し、山一證券の経営危機など、いわゆる40年不況と呼ばれる一年となる。
サンウェーブ倒産の原因としては、高度成長一本槍の相次ぐ設備投資に加え、昭和39年に建設を開始した深谷工場が仇となった結果だが、同時に背景には政治的な陰謀や大手企業（財閥）による乗っ取り説等があったとされる説もある。事実この時期の会社更生法の適用を受けた企業はほとんどが大企業の系列に入れられ再建されている。サンウェーブも三和銀行・日新製鋼・日商岩井の系列で再建されたが、後に柴崎は、「サンウェーブの倒産は日新と岩井の悪質な乗っ取り」であると発表し、この事は様々なメディアで話題となり議論された。
40年不況は当時の大蔵大臣、田中角栄の鶴の一声で決まった山一證券への日銀特融や、その後の大蔵大臣、福田赳夫の元、戦後初の国債発行等により景気は急激に回復し、その後50か月に渡り続くいざなみ景気へと入る。

## 年譜
- 大正3年（1914年）1月3日：宮城県名取郡六郷村にて誕生。
- 大正15年（1926年）：単身上京。
- 昭和13年（1938年）11月：個人企業　柴崎工業所設立。同年結婚。
- 昭和17年（1942年）11月：個人企業　柴崎工業所廃業。
- 昭和21年（1946年）5月：菱和木工株式会社設立。
- 昭和24年（1949年）
  - 5月：東京木工株式会社を買収し、板橋工場設立。ステンレス流し台の製造、販売の企業化を進める。
  - 9月：菱和木工株式会社を菱和工業株式会社と改める。
- 昭和25年（1950年）：株式会社三喜を買収。三菱電機株式会社の家庭電機品特約店となる。
- 昭和26年（1951年）：中外精工株式会社の倒産立て直しを依頼され、三菱電機大船工場の下請け工場として再建成功。
- 昭和27年（1952年）：株式会社三喜と中外精工株式会社を合併し、三中産業株式会社として新発足。
- 昭和29年（1954年）11月
  - 菱和工業株式会社と三中産業株式会社を合併し、サンウエーブ工業株式会社として新発足。
  - 三木本産業株式会社設立。
- 昭和30年（1955年）10月：日本初のステンレス流し台大量生産方式のプレス絞りを考案、小松製作所に大型油圧式プレス機械を発注。
- 昭和31年（1956年）
  - 1月：日本住宅公団の加納久朗総裁を自ら訪ね、公団用としてステンレスの流し台を売り込む。
  - 5月：1万台の正式受注に成功。次いで同公団、大阪支所、福岡支所との契約に成功。
  - 10月：日本初のプレス加工に依る深絞りステンレス流しの製造に成功。特許を取得。
- 昭和33年（1958年）11月：株式会社アポロ商会の倒産立て直しを依頼される。
- 昭和34年（1959年）1月：アポロ工業株式会社設立。
- 昭和36年（1961年）
  - 6月：株式会社サンウェーブ不動産設立。
  - 6月：フランスのマルタン社と提携し株式会社サンウェーブマルタン（自社製ガスコンロの製造・販売）設立。当時の石炭ガスから天然ガスへの転換に一役買う。
  - 10月：サンウェーブ工業が東京証券取引所・大阪証券取引所市場第二部へ上場。
  - 11月：アポロ工業株式会社が株式会社アポロ商会を吸収合併する。
- 昭和37年（1962年）
  - 3月：サンウェーブ工業が名古屋証券取引所市場第二部へ上場。
  - 4月：三栄運送株式会社設立。
  - 5月：サンウェーブ工業が東京証券取引所・大阪証券取引所・名古屋証券取引所市場第一部へ昇格。
  - 11月：アポロ工業が東京証券取引所市場第二部へ上場。
- 昭和38年（1963年）2月：三勝工業株式会社設立（業務用厨房器製造）。
- 昭和39年（1964年）
  - 4月：サンウェーブ工業として、画期的な量産方式を採用した木部加工、金属加工（ステンレスシンクトップ）及び組立加工工場、深谷製作所建設着手。
  - 6月：アポロ工業株式会社とサンウェーブ工業株式会社が合併。
  - 10月：深谷製作所落成。大幅なコスト削減と、更なる大量生産が可能になる。（敷地面積5万坪・敷地面積9千坪）
  - 12月：サンウェーブ工業株式会社会社更生手続開始申立を行い、同月決定。事実上の倒産となる。
- 昭和45年（1970年）：株式会社麻仁商会設立
- 平成7年（1995年）7月17日：東京女子医大にて他界。享年81。戒名は大徳院勝堂盈法居士。

## 逸話
- 三菱電機株式会社社長であった高杉晋一と親交があり、両親の分骨をした際に郷里の寺に寄贈した「延命福地蔵尊」の題字は高杉晋一が書いた。
- プレス式の製造が中々上手く行かず難儀していたときに柴崎はステンレス板に巣鴨のとげぬき地蔵の御札を貼って試した。